# Scinax jolyi

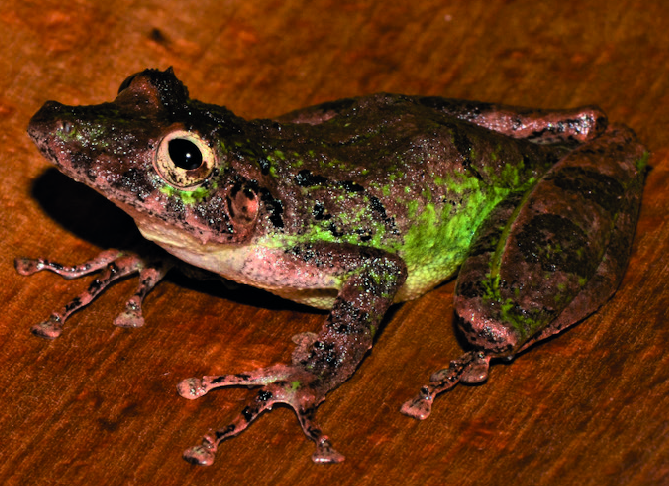
Scinax jolyi

Scinax jolyi är en groddjursart som beskrevs av Lescure och Christian Marty 2000. Scinax jolyi ingår i släktet Scinax och familjen lövgrodor. IUCN kategoriserar arten globalt som otillräckligt studerad. Inga underarter finns listade i Catalogue of Life.